# Moussey (Aube)
Moussey és un municipi francès situat al departament de l'Aube i a la regió del Gran Est. L'any 2007 tenia 496 habitants.

## Demografia

### Població
El 2007 la població de fet de Moussey era de 496 persones. Hi havia 172 famílies de les quals 26 eren unipersonals (15 homes vivint sols i 11 dones vivint soles), 66 parelles sense fills, 73 parelles amb fills i 7 famílies monoparentals amb fills.
La població ha evolucionat segons el següent gràfic:
Habitants censats

### Habitatges
El 2007 hi havia 193 habitatges, 178 eren l'habitatge principal de la família, 1 era una segona residència i 13 estaven desocupats. Tots els 193 habitatges eren cases. Dels 178 habitatges principals, 138 estaven ocupats pels seus propietaris, 39 estaven llogats i ocupats pels llogaters i 1 estava cedit a títol gratuït; 5 tenien dues cambres, 25 en tenien tres, 50 en tenien quatre i 99 en tenien cinc o més. 131 habitatges disposaven pel capbaix d'una plaça de pàrquing. A 57 habitatges hi havia un automòbil i a 117 n'hi havia dos o més.

### Piràmide de població
La piràmide de població per edats i sexe el 2009 era:
| Homes | Edats   | Dones |
| ----- | ------- | ----- |
| 0     | 95 o +  | 0     |
| 4     | 90 a 94 | 8     |
| 4     | 85 a 89 | 8     |
| 0     | 80 a 84 | 0     |
| 0     | 75 a 79 | 12    |
| 4     | 70 a 74 | 8     |
| 0     | 65 a 69 | 4     |
| 12    | 60 a 64 | 8     |
| 36    | 55 a 59 | 24    |
| 24    | 50 a 54 | 32    |
| 8     | 45 a 49 | 12    |
| 12    | 40 a 44 | 16    |
| 20    | 35 a 39 | 8     |
| 8     | 30 a 34 | 8     |
| 4     | 25 a 29 | 8     |
| 0     | 20 a 24 | 12    |
| 8     | 15 a 19 | 20    |
| 20    | 10 a 14 | 4     |
| 16    | 5 a 9   | 4     |
| 0     | 0 a 4   | 16    |

## Economia
El 2007 la població en edat de treballar era de 308 persones, 231 eren actives i 77 eren inactives. De les 231 persones actives 217 estaven ocupades (116 homes i 101 dones) i 14 estaven aturades (8 homes i 6 dones). De les 77 persones inactives 33 estaven jubilades, 22 estaven estudiant i 22 estaven classificades com a «altres inactius».

### Ingressos
El 2009 a Moussey hi havia 193 unitats fiscals que integraven 525,5 persones, la mediana anual d'ingressos fiscals per persona era de 18.175 €.

### Activitats econòmiques
Dels 21 establiments que hi havia el 2007, 8 eren d'empreses de construcció, 3 d'empreses de transport, 2 d'empreses d'hostatgeria i restauració, 1 d'una empresa financera, 2 d'empreses immobiliàries i 5 d'empreses de serveis.
Dels 8 establiments de servei als particulars que hi havia el 2009, 2 eren paletes, 2 fusteries, 3 lampisteries i 1 restaurant.
L'any 2000 a Moussey hi havia 8 explotacions agrícoles que ocupaven un total de 405 hectàrees.

## Equipaments sanitaris i escolars
El 2009 hi havia una escola elemental integrada dins d'un grup escolar amb les comunes properes formant una escola dispersa.

## Poblacions més properes
El següent diagrama mostra les poblacions més properes.